# 贝格罗
贝格罗（德語：Beggerow）是德国梅克伦堡-前波美拉尼亚州的市镇，隶属于梅克伦堡湖区县。总面积为29.69平方千米，截至2023年12月31日总人口为493人。